# Carl Christian Hall
Carl Christian Hall (Christianshavn, 25 febbraio 1812 – Frederiksberg, 14 agosto 1888) è stato un politico danese, Presidente del Consiglio della Danimarca dal 13 maggio 1857 al 2 dicembre 1859 e dal 24 febbraio 1860 al 31 dicembre 1863.

## Biografia
Nella sua lunga carriera politica ha ricoperto vari incarichi di governo: Ministro del Culto e della Cultura (1854-1859 e 1870-1874), Ministro degli Esteri (1858-1859 e 1860-1863).
Nel 1879 un colpo apoplettico lo costringe ad abbandonare ogni tipo di attività pubblica.